# زالنتال
زالنتال (به فرانسوی: Salenthal) یک کمون در فرانسه با جمعیت ۲۱۲ نفر است که در Canton of Marmoutier واقع شده‌است.